# Karl Bühler
Pour les articles homonymes, voir Bühler.
Karl Bühler (1879-1963) est un psychologue et théoricien du langage allemand qui fut membre actif de l'« École de Würzbourg » puis directeur de l'Institut de psychologie de Vienne.

## Biographie

### Würzbourg
Karl Bühler naît le 27 mai 1879 à Meckesheim, une petite ville aux environs de Heidelberg. Il s'inscrit en 1899 à la faculté de médecine de l'université de Fribourg-en-Brisgau, où il passe en 1903 son doctorat de médecine auprès du célèbre psychologue Johannes von Kries (de), avec une recherche sur les problèmes de la perception visuelle. En 1904, il termine des études de philosophie commencées en parallèle et obtient le grade de docteur à l'université de Strasbourg, avec un travail consacré à la théorie de la connaissance du philosophe écossais Henry Home. Il travaille ensuite comme assistant de von Kries, commence à pratiquer en tant que médecin, séjourne à Berlin pour s'initier à la psychologie expérimentale chez Carl Stumpf (qui dirige l'Institut de psychologie) ; et il participe à Bonn au séminaire philosophique de Benno Erdmann. En 1905, il devient l'assistant d'un ancien élève de Wilhelm Wundt, d'Oswald Külpe, avec lequel il collaborera jusqu'à la mort de celui-ci en 1915. Les recherches que Külpe supervise à Würzbourg avec Karl Marbe et qui portent sur la pensée, la volonté et le jugement, sont connues sous le nom d'« École de Würzbourg ». Bühler participe activement notamment aux recherches sur l'« introspection contrôlée ». Il publie son habilitation en 1907 sous le titre « Faits et problèmes d'une psychologie de la pensée ». Et c'est sur cette thèse que Wundt va appuyer sa critique des travaux de l'École de Würzbourg, déclenchant ainsi le fameux débat entre Wundt et Bühler. En 1909, Bühler suit Külpe, qui part d'abord pour Bonn, puis, en 1913, s'installe à Munich, où il crée avec Bühler un nouvel institut de psychologie, l'un des plus modernes d'Allemagne. Dès 1914, Bühler participe à la Première Guerre mondiale comme médecin militaire ; il organise et fait passer des tests psychologiques aux conducteurs des convois militaires et des pilotes d'avion, et il travaille avec le psychiatre Max Isserlin à la réhabilitation des blessés atteints de lésions cérébrales. En 1916, Bühler épouse Charlotte Malachowski, brillante psychologue, qui soutiendra en 1918, à Munich, sa thèse doctorale commencée sous la direction de Külpe. Les références par Bühler à la psychologie de la pensée se basent souvent sur les résultats obtenus par sa femme, qui fut une proche collaboratrice durant toute leur vie commune, même si les intérêts scientifiques de cette dernière se sont bientôt progressivement orientés vers une « psychologie du cours de la vie » (« Psychologie des Lebenslaufs »).

### Dresde
En 1918, Bühler accepte un poste de professeur à la Haute École polytechnique de Dresde, où il espère trouver une autonomie institutionnelle et des conditions matérielles suffisantes pour la constitution de son propre laboratoire. Mais, faute de moyens, ce dernier ne verra pas le jour et, pendant les quatre années qu'il passe à Dresde, Bühler se consacrera exclusivement à son enseignement et à ses publications.
Depuis 1907, à la suite de la réponse favorable d'Alexius Meinong – élève de Franz Brentano, fondateur de l'école de psychologie de Graz, et connu aussi comme philosophe pour ses fondements d'une théorie de l'objet –, une correspondance s'établit entre eux, où les concepts d'objet, de sens et de représentation, chers à Bühler, tiennent déjà une place importante.

### Vienne
En 1922, Bühler est nommé professeur de philosophie, de psychologie et de pédagogie expérimentale à Vienne. C'est là que va se dérouler la période la plus riche de sa carrière. En effet, la réforme scolaire du social-démocrate Otto Glöckel lui est bénéfique, dans la mesure où Bühler se voit doté d'un institut expérimental de psychologie, subventionné conjointement par l'université et par le ministère de l'Éducation de Vienne. Fortement souhaité déjà par Franz Brentano dans ses vœux d'adieu à la ville en 1895, c'est le premier institut de psychologie créé à Vienne. Trois équipes se penchent sur trois domaines de recherche : psychologie expérimentale ; psychologie de l'enfance et de l'adolescence ; psychologie économique. À partir de 1926, l'Institut de psychologie de Vienne est choisi par la Fondation Rockefeller pour le financement d'une recherche sur la psychologie de l'enfance et de l'adolescence. L'institut attire des doctorants de différents pays et atteint son apogée au début des années 1930.
À l'institut pédagogique de Vienne, Bühler rencontre un étudiant qui deviendra l'une des figures majeures de la philosophie du XXe siècle : Karl Popper. Ce dernier rédige en 1928, sous sa direction, une thèse de doctorat intitulée La question de la méthode de la psychologie de la pensée.

### États-Unis
Bühler a déjà travaillé aux États-Unis comme professeur invité, entre 1927 et 1928, à Stanford (Californie), à Johns Hopkins (Baltimore) et à Harvard (Cambridge), et, en 1929, à Chicago. Fortement attachés à la richesse de la vie scientifique, culturelle et sociale viennoise, le couple Bühler refuse le poste qu'Harvard leur offre en 1930. C'est cette décision que Charlotte Bühler désignera plus tard comme un événement critique, car elle a rendu beaucoup plus difficile l'intégration de son mari dans la vie scientifique américaine à laquelle il a été contraint, néanmoins, à la fin de la décennie. Avec la suppression du régime parlementaire par les austro-fascistes en 1933, puis la répression du mouvement social-démocrate en 1934, les conditions de travail à l'institut de Vienne se dégradent dangereusement. En mars 1938, sitôt après l'Anschluss, Bühler est placé en garde à vue par la Gestapo, sans doute à cause des liens étroits qu'il a entretenus, en tant que directeur de l'Institut de psychologie, avec la social-démocratie viennoise. En outre, les accusations officielles font état des origines juives de sa femme et d'un certain nombre de ses collaborateurs. En avril de la même année, il est suspendu de toutes ses activités à l'université de Vienne pour des raisons politiques et, à partir de mai 1938, il est officiellement mis à la retraite. Avec beaucoup de difficultés, le couple parvient à émigrer la même année aux États-Unis, où Bühler trouve un poste de professeur de psychologie au St. Scholastica College à Duluth (Minnesota). Cette émigration signifie pour Bühler une coupure très douloureuse avec la vie sociale, culturelle et intellectuelle de l'Europe. Il terminera sa vie professionnelle, entre 1945 et 1955, comme professeur assistant en psychiatrie à la faculté de médecine de l'Université de la Californie du Sud, à Los Angeles, où il meurt le 24 octobre 1963, sans être jamais retourné s'installer en Europe.

## Sa pensée

### Présentation
Bühler appartient à une époque où la phénoménologie s’éloigne peu à peu de ses fondements métaphysiques pour se tourner vers une approche plus empirique. C’est aussi l'époque des « écoles » et « mouvements » qui déterminent la vie intellectuelle et culturelle de la monarchie des Habsbourg. Citons le mouvement psychanalytique viennois, l'école de linguistes et de psychologues autour de Karl Bühler, les romanciers et les critiques du « Cercle de Prague » autour de Max Brod et Franz Kafka, le « Cercle linguistique de Prague » de Roman Jakobson, Jan Mukařovský et Nicolaï Troubetzkoy, qui tous entretenaient des liens étroits, favorisant ainsi l'essor que connurent différentes disciplines à cette époque.
Même si le « Cercle de Bühler » est en général moins mentionné, il n'en demeure pas moins l'un de ceux qui ont le plus marqué la pensée allemande du XXe siècle, aussi bien en linguistique qu'en psychologie mais aussi pour d'autres sciences humaines. Cette influence multiple s'explique par le caractère éclectique de l'œuvre de Bühler, qui touche à des domaines de recherches et à des méthodes souvent considérées comme hétérogènes, par exemple l'étude du comportement et la psychologie de la pensée. Quant à ses références, elles englobent, outre Aristote et Kant, John Stuart Mill, Wilhelm von Humboldt, les recherches empiriques des néogrammairiens, des travaux de Wundt, certaines idées d'Husserl, le Cours de linguistique générale de Saussure ou encore l'apport d'Anton Marty, un élève de Franz Brentano. L'œuvre de Bühler est toutefois longtemps restée mal connue, essentiellement médiatisée par des penseurs tels que Karl Popper, Jürgen Habermas ou Oswald Ducrot – et surtout Roman Jakobson, qui en fut le principal introducteur aux États-Unis.
Cette méconnaissance est due en partie au changement de paradigmes qui s'opérait peu à peu dans la décennie qui suivit le départ de Bühler de Vienne. En effet, l'éclectique Bühler se trouva rapidement en contradiction avec la spécialisation de plus en plus accrue des champs disciplinaires. Par ailleurs, en décalage avec la pensée dominante de son époque, il fut souvent confronté à des figures de la psychologie ou à des courants dont il ne partageait pas les idées : en Allemagne il se heurta de front aux critiques de Wundt puis il dut affronter, aux États-Unis, le behaviorisme qui y dominait.
Néanmoins on observe en Allemagne, depuis le début des années 1980, un retour à la pensée de Bühler, considéré comme le « père de la pragmatique ».

### Ses principales contributions

#### La psychologie de la pensée
C'est à l'« École de Würzbourg » (1901-1909) que naît la psychologie de la pensée. En 1905, Bühler vient assister Oswald Külpe à l'Institut de psychologie de l'université de Würzbourg. Cette école s'inscrit dans la lignée de la psychologie empirique conçue par Franz Brentano. Les membres de cette école donnent à la perception intérieure une application expérimentale sous la forme de l'« introspection contrôlée », que Bühler décrit comme une méthode qui « consiste à faire penser quelqu'un à quelque chose et, immédiatement après, à lui faire décrire exactement la façon dont s'est déroulée sa pensée ; puis, on fait varier le « quelque chose », suivant les principes expérimentaux ; voilà la méthode sous sa forme la plus simple ».
En 1913, dans Les Perceptions de la Gestalt : recherches expérimentales sur l'analyse psychologique et esthétique de la perception de l'espace et du temps (Die Gestaltwahrnehmungen. Experimentelle Untersuchungen zur psychologischen und ästhetischen Analyse der Raum- und Zeitanschauung), Bühler développe sa propre théorie de la Gestalt – dont les fondateurs sont Christian von Ehrenfels à Graz ou Carl Stumpf à Berlin – en y postulant, contrairement au concept d'isomorphie de structure, qui énonce un parallélisme entre les phénomènes psychiques et physiques, une imbrication de l'intelligible et du sensible [pas clair].
Deux principes se dessinent alors dans les recherches en psychologie faites par Bühler : d'une part les recherches doivent rester « immanentes à la conscience » ; d'autre part l'analyse doit porter sur le lien entre le sujet psychique et le monde et ce, à travers l'analyse de la Gestalt.

#### Une théorie du langage
En 1927, Bühler publie La Crise de la psychologie, qui suscite de vives critiques : la psychologie se retrouve selon lui coincée entre la science de la nature et la science de l’esprit. Le psychique selon Bühler peut être traité sous trois aspects, le vécu (« Erlebnis »), le comportement (« Benehmen ») et les créations de l’esprit objectif (« Gebilde des objektiven Geist ») ; c’est ce qui va le conduire à l’élaboration d’une théorie du langage, où il s’intéressera à la fonction intrinsèque du langage. Il va développer trois fonctions (au sens d'activité, de processus ou de vécu) principales du langage : expressive, appellative et représentationnelle. 

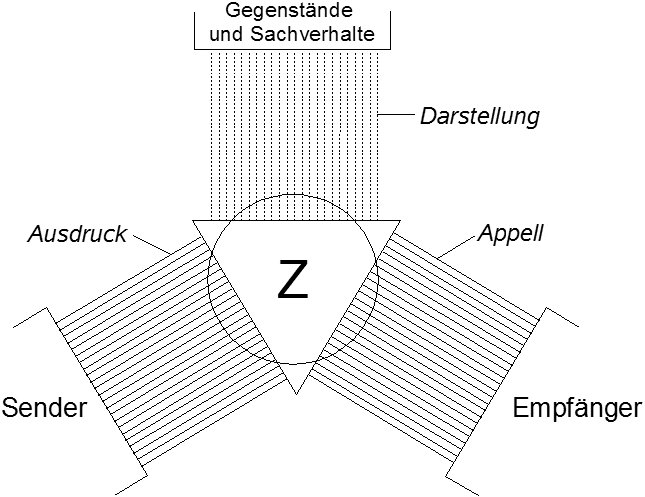
Organonmodell

Ce passage d'une psychologie de la pensée vers une théorie du langage est marqué par deux livres : L’Axiomatique des sciences du langage (1933), où Bühler discute de la nécessité de concevoir une science du langage et pose les problèmes que ce projet soulève pour une science qui se veut empirique ; et La Théorie de l’expression (1933), où Bühler ajoute à la fonction appellative et représentationnelle la fonction expressive, qui consiste à signifier les états intérieurs psychiques ou moraux des êtres animaux et humains. En 1934 paraît La Théorie du langage (« Sprachtheorie »), où Bühler développe la fonction représentationnelle du langage (« Die Darstellungsfunktion der Sprache ») qui, selon lui, est propre à l’être humain. Bühler tente désormais de constituer une science exclusivement consacrée aux phénomènes langagiers. Son Organonmodell présente le langage comme un « organon qui permet à quelqu’un de transmettre à quelqu’un d’autre quelque chose à propos des choses ». Cette fonction représentationnelle suscite une vive réaction. Notamment de la part de Ernst Cassirer, pour qui la représentation est la recognition « dans le flux changeant des évènements [de] quelque chose de stable ». Pour Bühler en revanche, la « représentation » induit une « présentation ». Pour appuyer cette théorie, Bühler se base sur deux notions principales : le champ déictique et le champ symbolique. Alors que le champ déictique implique l’action de désigner pendant la prise de parole, le champ symbolique est constitué par l'application (« Zuordnung »). Celle-ci permet d’imposer une espèce de fidélité entre le langage et ce à quoi il se réfère et par là même une relation de représentation. Ainsi, par exemple, une figure en trois dimensions, reproduite sur une feuille en deux dimensions, le sera selon un certain principe d’application. Celui qui voit cette « figuration » (« Abbildung ») « sait » d'emblée de quoi il s’agit. Cet exemple appliqué au langage est résumé par Bühler dans la formule suivante : « Je dis que… alors il sait que » ; le lecteur, le locuteur et l’auditeur sont des « connaisseurs », ils savent à partir de ce principe d’application de quoi il est question. À ces deux champs Bühler ajoute la notion de « schème syntaxique vide » : le verbe « tuer », par exemple, déclenche la question « Qui a tué qui ? » (N-V-N) non pas par sa signification mais par son système casuel [réf. nécessaire]. Ainsi les choses du monde sont-elles « représentées » dès que les principes de perception orientée (les auxiliaires sensibles), la pensée actuelle (les auxiliaires d’ordre qui sollicitent un savoir actuel) et les schèmes syntaxiques sont présents [pas clair].
Pour Bühler enfin, le langage n'est pas un outil mais « un médiateur qui a été façonné ». Il fait preuve ici de novation dans la mesure où, pour lui, le langage aide la pensée ; le locuteur et l'auditeur pensent quelque chose dans le monde qui, sans le langage, ne serait ni vu ni pensé par eux.
Avec Lev Vygotski, Ferdinand de Saussure, Roman Jakobson et Noam Chomsky, Bühler peut être tenu comme l'un des plus importants théoriciens du langage du XXe siècle [réf. nécessaire].

## Œuvres
- 1907 : Tatsachen und Probleme zu einer Psychologie der Denkvorgänge. Über Gedanken. Archiv für die gesamte Psychologie, 9
- 1913 : Die Gestaltwahrnehmungen. Experimentelle Untersuchungen zur psychologischen und ästhetischen Analyse der Raum- und Zeitanschauung., Stuttgart: Spemann 1913
- 1918 : Die geistige Entwicklung des Kindes. Verlag Gustav Fischer, Iéna 1918
- 1927 : Die Krise der Psychologie., Verlag Gustav Fischer 1927
- 1931 : Phonetik und Phonologie. Travaux du Cercle linguistique de Prague, 4, 1931, S. 22–53
- 1933 : Axiomatik der Sprachwissenschaften. Francfort, Klostermann 1933
- 1933 : Ausdruckstheorie. Das System an der Geschichte aufgezeigt. Verlag Gustav Fischer, Iéna 1933
- 1934 : Sprachtheorie. Die Darstellungsfunktion der Sprache. [Das Organon-Modell], Verlag von Gustav Fischer, Iéna 1934. Théorie du langage, Agone, 2009.
- 1936 : Bühler, Karl: Die Zukunft der Psychologie und die Schule. (Schriften des pädagogischen Instituts der Stadt Wien) 1936, Deutscher Verlag für Jugend und Volk Gesellschaft M.B.H., Vienne - Leipzig 1936
- 1963 : Das Gestaltprinzip im Leben des Menschen und der Tiere. Verlag Hans Huber, Berne, 1963
- 1969 : Die Uhren der Lebewesen und Fragmente aus dem Nachlass. Verlag Böhlau, Vienne, Cologne, Graz, 1969
- 1990 : Aspekte des Leib-Seele-Problems. Verlag Dr. Johannes Königshausen, Würzburg 1990

### Œuvres traduites en français
- Théorie du langage, trad. par Didier Samain, Agone, 2009. [Sprachtheorie. Die Darstellungsfunktion der Sprache, Verlag von Gustav Fischer, Iéna, 1934.]
- Le développement psychologique de l’enfant, Iena, Fischer, 1918 (trad. fr. Marc Géraud), Paris, L’Harmattan, 2015.

## Sources
- Karl Bühler, Théorie du langage, Agone, 2009. (préface de Jacques Bouveresse, présentation de Janette Friedrich)
- « Dossiers HEL 2 - Buhler », sur jussieu.fr via Internet Archive (consulté le 11 février 2024)